# Tôn Càn
Tôn Càn (chữ Hán: 孫乾, bính âm: Sun Qian;(164 -221), tự Công Hựu (公祐), là một văn thần dưới quyền Lưu Bị thời kỳ Tam Quốc của lịch sử Trung Quốc. Trong Tam Quốc diễn nghĩa, ông được khắc họa với vai trò mưu sĩ tin cẩn của Lưu Bị.

## Cuộc đời
Trước khi phục vụ cho Lưu Bị, Tôn Càn phục vụ cho Đào Khiêm chủ thành Từ Châu cùng với Mi Phương và Mi Chúc. Sau khi Đào Khiêm chết, Tôn Càn theo về với Lưu Bị, ông là quân sư tin cẩn của Lưu Bị và thường được giao nhiệm vụ làm sứ giả truyền các thông điệp của Lưu Bị, trong trận Trường Bản, dù thế lực quân Tào rất mạnh nhưng Tôn Càn cũng không dao động mà quyết tâm theo Lưu Bị đến cùng.

## TrongTam quốc diễn nghĩa
Trong Tam Quốc diễn nghĩa, Tôn Càn được giới thiệu tương tự như chính sử, Tam Quốc diễn nghĩa có mô tả thêm là khi Lưu Bị bị Tào Tháo đánh bại và lưu lạc ở chỗ Viên Thiệu thì Tôn Càn đã phi ngựa đến Nhữ Nam tìm Lưu Tích giúp đỡ. Tôn Càn cũng chính là người đã khuyên giải Trương Phi khi có sự hiểu lầm với Quan Vũ ở Cổ thành. Trong mối lương duyên của Lưu Bị với Tôn Thượng Hương của Đông Ngô, Tôn Càn là đại diện cho họ nhà trai làm mai mối (đại diện họ nhà gái là Lã Phạm). Khi Mã Siêu kịch chiến với Trương Phi tại Hà Manh Quan, Tôn Càn đã theo lời của Lưu Bị và Gia Cát Lượng đem vàng, bạc, châu báu đến Hán Trung thuyết phục Dương Tùng gièm pha Mã Siêu trước mặt Trương Lỗ, kết quả Mã Siêu bị chèn ép và bất mãn và theo về với Lưu Bị.